# Géologie de l'Afrique

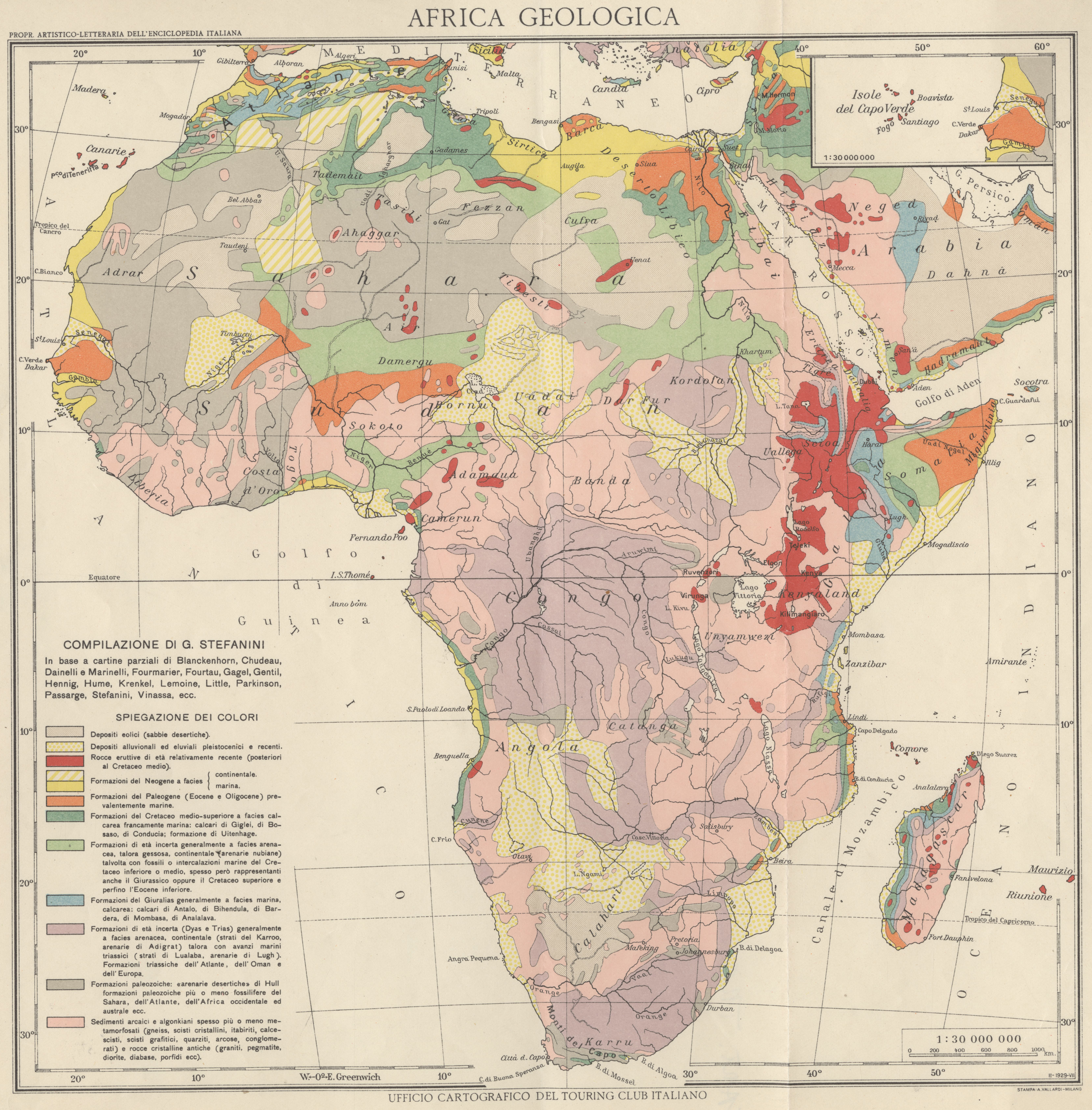
Carte géologique de l'Afrique réalisée dans les années 1930.

La géologie de l'Afrique est très variée et complexe, et donne naissance à une grande variété de paysages. Le continent africain repose sur deux plaques tectoniques principales: la plaque africaine portant la majeure partie du continent et la plaque somalienne, qui correspond uniquement au côté  oriental de l'Afrique centrale et de l'Afrique méridionale. La plaque somalienne s'éloigne de la plaque africaine dans une scission de Djibouti au nord, vers l'Eswatini au sud. La séparation de ces deux plaques au niveau du rift est-africain a formé ce qu'on appelait autrefois la « vallée du Grand Rift ». Le rift est-africain comprend deux systèmes de rifts distincts : le rift de Gregory à l'est et le rift Albertin à l'ouest.
La géologie de l'Afrique se caractérise par des formations précambriennes dominantes, constituées de cinq cratons anciens (Kaapvaal, Congo, Afrique de l'Ouest, Tanzanie et Zimbabwe), qui se sont stabilisés il y a plus de 2 milliards d'années. Ces cratons, entourés de ceintures mobiles résultant de collisions tectoniques, témoignent d'une longue histoire de déformation et de métamorphisme. La période précambrienne a connu des événements majeurs comme l'intrusion du complexe de Bushveld, riche en platine, et la glaciation marquée par des tillites. Les périodes postérieures, comme le Paléozoïque et le Mésozoïque, sont marquées par la formation de chaînes de montagnes, la fracturation du supercontinent Gondwana et l'émergence de grandes formations volcaniques, comme les basaltes du Karoo. Le Cénozoïque voit l'intensification du rifting en Afrique de l'Est, l'ouverture de la mer Rouge, et l'alternance de phases arides et humides qui façonnent le Sahara et le Kalahari.
Le continent héberge également une grande richesse fossile, incluant des traces de vie précambrienne et des restes d'homininés.